# 菲尔斯海姆
菲尔斯海姆是德国巴伐利亚州的一个市镇。总面积21.72平方公里，总人口2386人，其中男性1234人，女性1152人（2011年12月31日），人口密度110人/平方公里。